# Eduardo Granados Gal
Eduardo Granados Gal (Barcelona, 28 de julio de 1894 - Madrid, 2 de octubre de 1928) fue un compositor español, hijo del famoso Enrique Granados y Amparo Gal.

## Biografía
Hizo los primeros estudios en la Academia Granados que había fundado en Barcelona su padre, y en Madrid, donde se había trasladado el 1919. El 16 de diciembre del mismo año dirigió el intermedio de Goyescas, al estrenarse esta ópera de su padre en el teatro la Ópera de París. Estaba casado y tuvo dos hijos. Murió de tifus en el hospital del Rey de Madrid el 2 de octubre de 1928.

## Obra
Era uno de los jóvenes compositores españoles de venidero más brillante y seguro. Cuando lo sorprendió la muerte había finalizado una obra que según los que la conocían, es una ostentación de técnica y de inspiración. Se trata de una zarzuela titulada Don Nadie, el libreto de la cual es original de Sepúlveda y Leopoldo López de Saá. su estreno se anunciaba como cercana y ella había puesto el desafortunado compositor las más grandes esperanzas. El febrero de 1929 se estrenó finalmente al Teatro Apolo de Madrid, esta zarzuela con el título de El caballero sin nombre, y consiguió un gran éxito. En ella, Granados Gal ofrece una interpretación personal de Andalucía, personal a pesar de la influencia evidente de su padre. La partitura, que es muy inspirada, fue íntegramente repetida, por el deseo entusiasta del público, y los autores del libreto, al finalizar el primer acto, se negaron a salir a escena porque los aplausos fueran exclusivamente a la memoria del músico.

### Composiciones
Sus primeras composiciones datan de 1912:
- Cinc cançons (letra de Apeles Mestres) premiadas en la Primera festa de la Joventut de la Ilustració Catalana, a estas le siguieron, Ifigeni in Tauris, composición orquestal sobre temas de su padre y otros.

Después se dedicó a componer para el teatro, habiendo estrenado;
- Bufón y hostelero, (1917) zarzuela en dos actos; libreto de A. Albert Torrellas.
- La princesita de los sueños locos, cuento lírico en un acto (producción estrenada en Barcelona igual que la anterior). Posteriormente va donar al teatro:
- Los fanfarrones, ópera cómica en un acto (Barcelona, 1920);
- La niña se pone tonta, sainete en un acto (Valencia, 1921);
- La Ciudad eterna, zarzuela en dos actos (Madrid, 1921);
- El valle de Ansó, zarzuela en un acto (Valencia, 1923;
- El príncipe ilusión, cuento infantil, en dos actos (Barcelona, 1923).

- Datos: Q19290346
- Multimedia: Eduard Granados Gal / Q19290346